# Hemerophanes xanthisma
Hemerophanes xanthisma är en fjärilsart som beskrevs av Collenette 1954. Hemerophanes xanthisma ingår i släktet Hemerophanes och familjen tofsspinnare. Inga underarter finns listade i Catalogue of Life.